# Adventures in Paradise
Adventures in Paradise é o terceiro álbum de estúdio de Minnie Riperton,  foi produzido por Stewart Levine. Leon Ware co-escreveu a canção título, "Adventures in Paradise", e co-produziu o álbum. O álbum foi um sucesso modesto, mas não encontrou o mesmo sucesso de seu predecessor, Perfect Angel.
| Críticas profissionais                                                      | Críticas profissionais |
| Avaliações da crítica                                                       | Avaliações da crítica  |
| Fonte                                                                       | Avaliação              |
| --------------------------------------------------------------------------- | ---------------------- |
| AllMusic                                                                    | [ 2 ]                  |
| Esta tabela precisa de ser acompanhada por texto em prosa. Consulte o guia. |                        |

## Faixas
1. “Baby, This Love I Have” (Minnie Riperton, Leon Ware, Richard Rudolph) – 4:02
2. “Feelin' That Your Feelin's Right” (Riperton, Ware, Rudolph) – 4:22
3. “When It Comes Down to It” (Riperton, Rudolph) – 3:24
4. “Minnie's Lament” (Riperton, Rudolph) – 4:10
5. “Love and Its Glory” (Riperton, Ed Brown, Rudolph) – 5:10
6. “Adventures in Paradise” (Riperton, Joe Sample, Rudolph) – 3:15
7. “Inside My Love” (Riperton, Ware, Rudolph) – 4:45
8. “Alone in Brewster Bay” (Riperton, Rudolph) – 4:25
9. “Simple Things” (Riperton, Rudolph) – 3:44
10. “Don't Let Anyone Bring You Down” (Riperton, Rudolph) – 2:55